# Осипов, Сергей Юрьевич
Сергей Юрьевич Осипов (род. 15 декабря 1967, Свердловск, СССР) — советский и российский хоккеист, нападающий. Мастер спорта международного класса.

## Биография
Выпускник свердловской школы хоккея. Играл за «Автомобилист» (Свердловск) — сезоны 1984—1991. (с перерывом), ЦСКА (Москва) — 1986-88 гг., «Металлург» (Магнитогорск) — 1992—2004 г.г. Член «Клуба Всеволода Боброва». Провел 813 матчей в чемпионатах СССР и России. Набрал 445 очков (245 шайб+200 передач). В составе ЦСКА дважды чемпион СССР (1987,1988 г.г.)
За годы выступления в Магнитогорске дважды выигрывал чемпионат России, становился серебряным призёром, трижды выигрывал бронзу, а также дважды побеждал в Евролиге, обладатель Суперкубка Европы.
В 1993 году получил приз «Рыцарю атаки» за наибольшее количество хет-триков в чемпионате страны.

## Сборная
Играл за олимпийскую (1993 год) и национальную (1995 год)[уточнить] сборные России. Чемпион мира среди молодёжных команд (1986). Чемпион Европы среди юниоров (1985).